# Willisornis poecilonotus
A Willisornis poecilonotus a madarak osztályának verébalakúak (Passeriformes) rendjébe és a hangyászmadárfélék (Thamnophilidae) családjába tartozó Phaenostictus nem egyetlen faja.

## Rendszerezés
Eredetileg a Hylophylax nembe sorolták, onnan rakták át a Dichropogon nembe, majd kapta jelenlegi besorolását.

## Előfordulása
Bolívia, Brazília, Kolumbia, Ecuador, Francia Guyana, Guyana, Peru, Suriname és Venezuela területén honos. A természetes élőhelyei a trópusi nedves síkvidéki erdők.

## Megjelenése
|  |

## Életmódja
A vándorhangyák által felzavart rovarokkal táplálkozik.